# Powiat kożuchowski

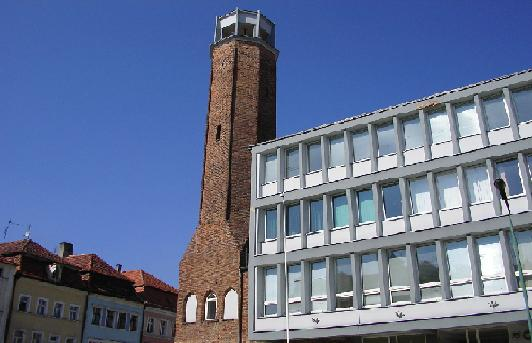
Ratusz w Kożuchowie

Powiat kożuchowski – dawny powiat ze stolicą w Kożuchowie, istniejący początkowo w XIX wieku, a następnie w latach 1945–1953 (de facto do 1975, po przekształceniu w powiat nowosolski) na terenie obecnego powiatu nowosolskiego i częściowo zielonogórskiego (województwo lubuskie).
Po zakończeniu II wojny światowej na mocy porozumień pomiędzy zwycięskimi mocarstwami, ziemia kożuchowska została przyłączona do Polski jako część tzw. Ziem Odzyskanych, stając się jednym z powiatów województwa wrocławskiego.
W 1945 roku prawa miejskie utracił Nowogród Bobrzański, a także Otyń, znajdujący się początkowo w powiecie zielonogórskim.
W związku z reformą administracyjną w 1950 roku, powiat kożuchowski wszedł w skład nowego województwa zielonogórskiego z dniem 6 lipca 1950 roku. Według podziału administracyjnego z 1 lipca 1952 roku powiat składał się z 3 miast, 5 gmin i 43 gromad (wsi):
- miasta: Kożuchów, Nowa Sól i Nowe Miasteczko[1]
- gminy: Borów (8 gromad), Broniszów (10), Lipiny (4), Nowogród Bobrzański (10) i Wrociszów (11)

Na mocy rozporządzenia Rady Ministrów z dnia 11 kwietnia 1953, siedzibę powiatu kożuchowskiego przeniesiono z Kożuchowa do Nowej Soli, równocześnie zmieniając jego nazwę na powiat nowosolski. Rozporządzenie weszło w życie 24 kwietnia 1953, a powiat nowosolski funkcjonował do 1975 roku.
Współczesny powiat nowosolski reaktywowano z dniem 1 stycznia 1999. Należały do niego początkowo wschodnie tereny, które w 2002 roku utworzyły powiat wschowski. W obecnym stanie różni się od ówczesnego powiatu kożuchowskiego głównie nieobecnością gminy Nowogród Bobrzański i obecnością gmin Kolsko i Otyń.